# 永伝寺 (台東区)
永傳寺（えいでんじ）は、東京都台東区にある曹洞宗の寺院。

## 歴史
創建年代は不明である。ただ開山の久巖南良が1676年（延宝4年）に寂していることから、江戸時代初期に創建されたものと推測される。開基は松平下総守の奥女中を勤めていた心月院殿春林元栄大姉（元禄2年1689年寂）。
久巖南良は永見寺の住職で、大火で焼け出された際の仮住まいが当寺の起源である。
当寺には、古くから蘇鉄の木があったことから、別名「蘇鉄寺」と呼ばれている。1923年（大正12年）の関東大震災や1945年（昭和20年）の東京大空襲の災難からも免れている。

## 交通アクセス
- 南千住駅より徒歩約17分（経路案内）。
- 日比谷線三ノ輪駅より徒歩約19分（経路案内）。